# Aeolopetra
Aeolopetra is een geslacht van vlinders van de familie grasmotten (Crambidae), uit de onderfamilie van de Musotiminae. De wetenschappelijke naam en de beschrijving van dit geslacht zijn voor het eerst gepubliceerd in 1934 door Edward Meyrick. Meyrick beschreef ook de eerste soort uit het geslacht, Aeolopetra palaeanthes uit Fiji, die als typesoort is aangeduid.

## Soorten
- A. lanyuensis Yen, 1996
- A. palaeanthes Meyrick, 1934
- A. phoenicobapta Hampson, 1898